# Plinius (cráter)

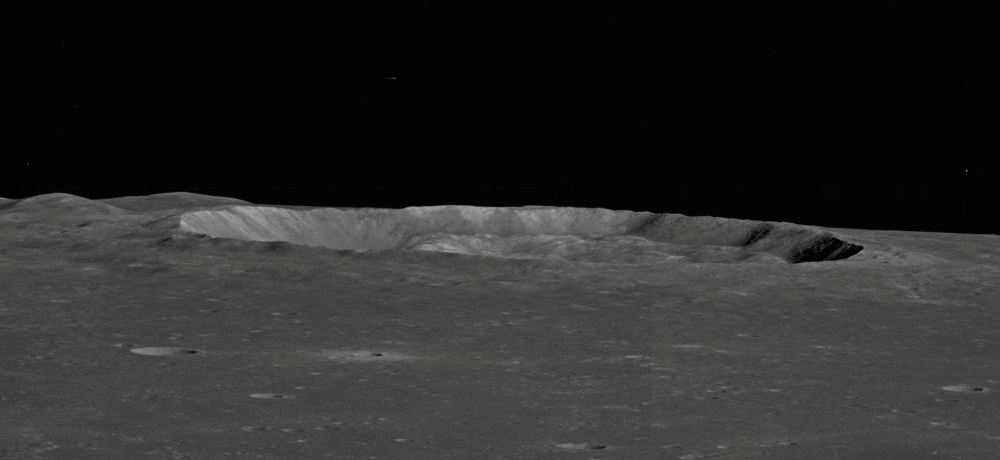
Fotografía de la misión Apolo 10

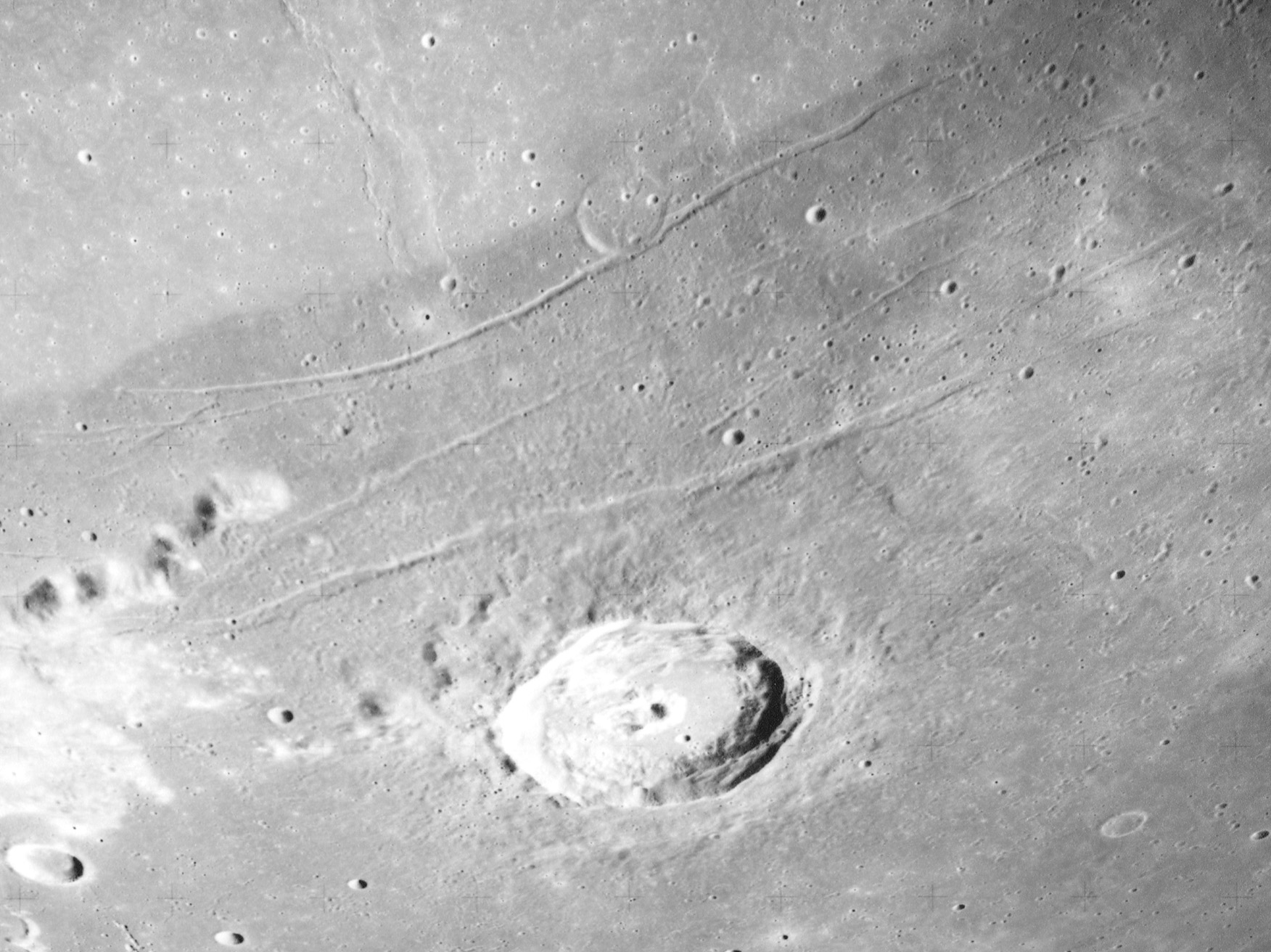
Vista oblicua desde el Apolo 17 mirando al sur, mostrando el cráter Plinius y las Plinius Rilles.

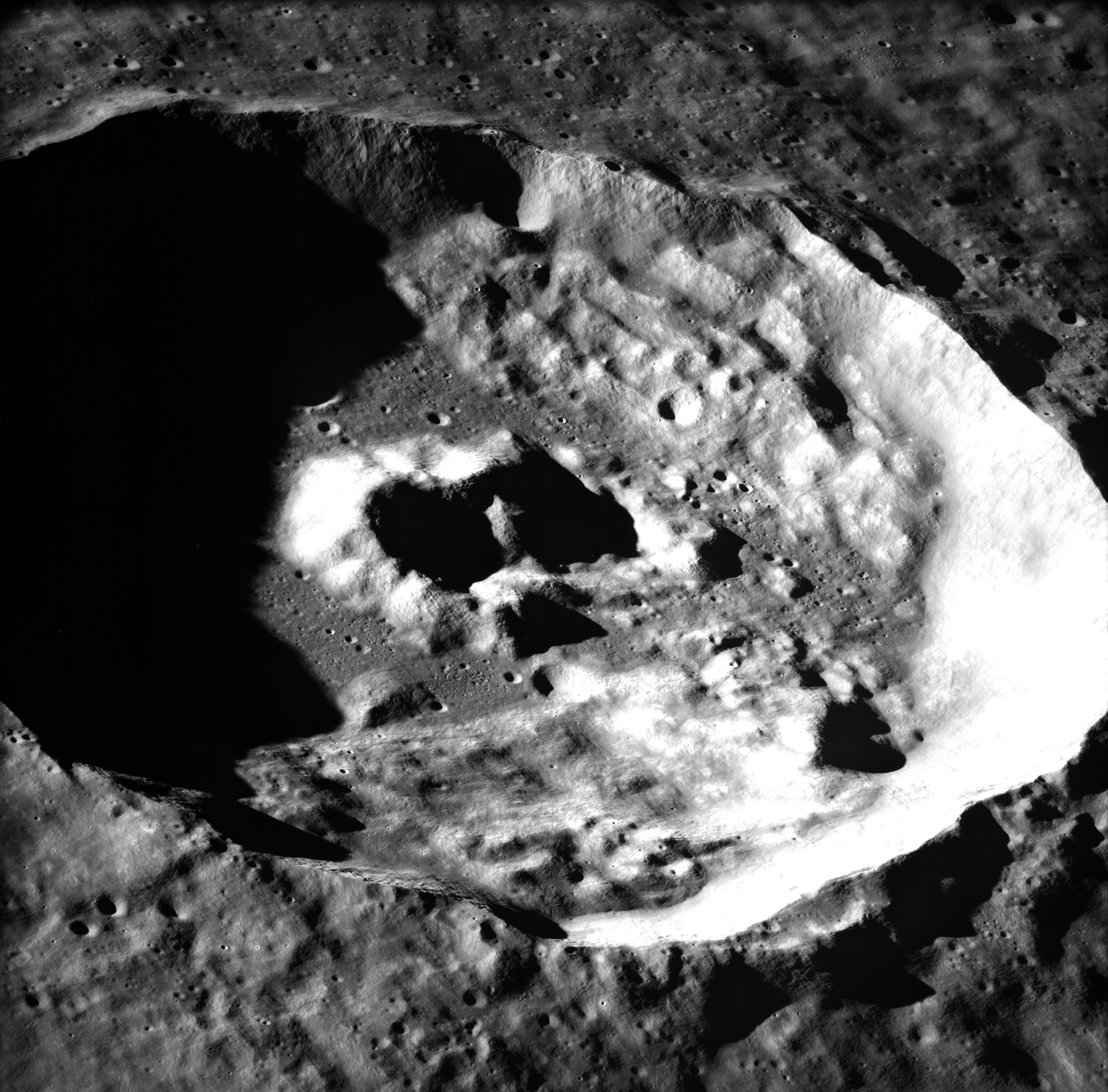
Plinius desde el Apolo 17.

Plinius es un destacado cráter de impacto de la Luna situado en la frontera entre el Mare Serenitatis, al norte, y el Mare Tranquillitatis, al sur. Al sursureste de Plinius se encuentra el cráter Ross y al noreste el cráter Dawes. Justo al norte se localiza un sistema de rimas denominado Rimae Plinius. En el extremo noroeste de la rima se halla el Promontorium Archerusia, un saliente del borde occidental que rodea al Mare Serenitatis.
|  |

El borde afilado de Plinius tiene una forma ligeramente ovalada, con una pared adosada interior y una muralla irregular exterior. El suelo del cráter es montañoso y en el centro posee un pico central irregular que tiene la apariencia de una formación de doble cráter bajo ciertos ángulos de iluminación. Unida al lado norte del pico aparece una fisura característica. La mitad oriental del suelo es mucho más suave y se encuentra más nivelada que la montañosa parte oeste, teniendo la parte oriental forma de media luna alrededor del pico central.

## Cráteres satélite
Los cráteres satélite son pequeños cráteres situados próximos al cráter principal, recibiendo el mismo nombre que dicho cráter acompañado de una letra mayúscula complementaria (incluso si la formación de estos cráteres es independiente de la formación del cráter principal). Por convención, estas características son identificadas en mapas lunares poniendo la letra en el punto medio del borde del cráter que se encuentre más cercano al Plinius.
|         | \| Plinius \| Coordenadas \| Diámetro \| \| ------- \| ---------------------------- \| -------- \| \| A \| 13°00′N 24°12′E / 13.0, 24.2 \| 4 km \| \| B \| 14°06′N 26°12′E / 14.1, 26.2 \| 5 km \| |          |
| Plinius | Coordenadas | Diámetro |
| A       | 13°00′N 24°12′E / 13.0, 24.2 | 4 km     |
| B       | 14°06′N 26°12′E / 14.1, 26.2 | 5 km     |

## Véase también

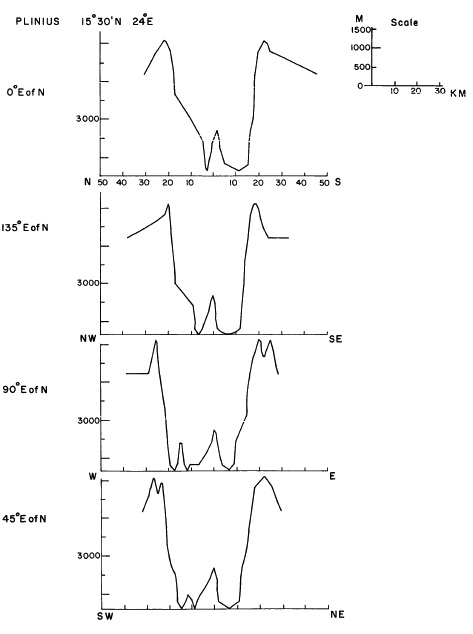
Perfiles transversales